# Мост на топчиите
Мостът на топчиите или Камен мост (на македонска литературна норма: Мост на топџиите; на турски: Top Köprüsü, на албански: Ura e Topxhinjëve) е стар мост над река Пена в центъра на град Тетово, Република Македония.
За точната дата на изграждане на моста няма запазени писмени свидетелства. Въз основа на техниката на изграждане се предполага, че мостът е изграден в края на XV или началото на XVI век. Сводът на моста е от отлично обработени каменни блокове бигор, като фугите са запълнени с топено олово. Мостът е висок 6 m и широк 2 m. Дело е на местни майстори.